# Crossotus strigifrons
Crossotus strigifrons là một loài bọ cánh cứng trong họ Cerambycidae.